# Christian Friedrich Witt
Christian Friedrich Witt (Altenburg, 1660 - 13 d'abril de 1716) fou un compositor alemany del temps del Barroc.
Deixeble de Georg Caspar Wecker a Leipzig, fou mestre de capella de la cort ducal d'Altenburg, però es distingí principalment com a compositor, i és considerat com un dels millors de la seva època. Un any Abans de la seva mort publicà Salmodia sacra, col·lecció de cants religiosos amb baix xifrat.
De Witt es conserven, a més:
- tres Obertures franceses,
- una Sonata a set parts,
- una Suite a quatre, i composicions per a orgue i per a piano. En canvi s'han perdut, probablement, les seves Cantates, que figuren el millor de la seva obra.